# 槐猪
槐猪，俗称乌猪，是福建省西南山区的家猪品种之一。槐猪主产于漳平市的永福镇、双洋镇，上杭县的太拔乡、稔田镇、蓝溪镇及平和县的大溪一带，主要分布于永定县、上杭县、新罗区、漳平市、大田县、平和县、长泰县、华安县、南靖县、安溪县、德化县、永春县等地。目前，上杭县是槐猪饲养种群最大的主产区。
槐猪头短宽，体躯短，全身被毛为黑色。槐猪可分为大骨型和细骨型。大骨猪体型大，骨粗，繁殖性能略好。细骨猪体型矮短，骨细，肉质性能略佳。
2000年8月，槐猪被国家级畜禽遗传资源保护名录。2003年3月，首个槐猪育种场在上杭县投产。2004年10月，《槐猪质量标准》和《槐猪饲养标准和无公害养殖操作规程》起草、制定完成。